# Бајка о цару Салтану
Бајка о цару Салтану, о његовом сину, славном и моћном богатиру кнезу Гвидону Салтановићу и о прелијепој принцези лабуду (рус. Сказка о царе Салтане, о сыне его славном и могучем богатыре князе Гвидоне Салтановиче и о прекрасной царевне Лебеди), бајка је у стиховима, коју је написао Александар Сергејевич Пушкин 1831. године. Као народна прича класификована је као Арне–Томпсон тип 707 — „Три златна дјетета”, јер је варијација бајке Вода која плеше, Јабука која пјева и Птица која говори.

## Синопсис
Прича је о три сестре. Најмлађу одабере цар Салтан за жену. Наређује да му друге двије сестре буду краљевска куварица и ткаља и оне постају љубоморне на своју млађу сестру. Након што је цар отишао у рат, царица је родила сина, принца Гвидона. Старије сестре у писму цару кажу да је царица родила звијер, због чега је цар наредио да се обоје баце у воду. Они су запечаћени у буре и бачени у море.
Море се смилује на њих и баца их на обалу удаљеног острва Бујан. Син, који је брзо порастао док је био у бурету, одлази у лов, гдје је спасио зачараног лабуда од птице змаја.
Лабуд је створио град да њиме влада кнез Гвидон, коме се неки трговци, на путу ка двору цара Салтана, диве и одлазе да кажу цару. Гвидон хоће да види оца, па га лабуд претвара у комарца да му помогне. У том обличју, он посјећује двор цара Салтана. У његовом двору, његова средња тетка се подсмијава трговачком приповиједању о граду у Бујану и описује занимљивији призор: у храсту живи вјеверица која пјева пјесме и ломи орахе златном љуском и зрном смарагда. Гвидон, као комарац, убоде тетку у око и побјегне.
Вративши се у своје царство, лабуд даје Гвидону чаробну вјеверицу, али он наставља да чезне за домом, па га лабуд поново претвара, овог пута у муву. У овом обличју, кнез Гвидон поново посјећује Салтанов двор и чује како његова старија тетка говори трговцима о војсци од 33 човјека коју је предводио Црномор који је марширао морем. Гвидон убоде своју старију тетку у око и одлети назад у Бујан. Он обавјештава лабуда о 33 „морска витеза”, а лабуд му каже да су они њена браћа. Они излазе из мора, обећавају да ће бити стражари и чувари Гвидоновог града и нестају.
Трећи пут, Принц се претвара у бумбара и лети у очев двор. Тамо његова бака по мајци прича трговцима о прелијепој принцези која надсијава и сунце ујутру и мјесец ноћу, са полумјесецима у плетеницама и звијездом на челу. Гвидон је убоде у нос и одлети назад до Бујана.
Кући, кнез уздише што нема младу. Лабуд се распитује о разлогу, а Гвидон јој прича о прелијепој принцези коју је описала његова бака. Лабуд му обећава да ће му наћи дјевојку и позива га да сачека до следећег дана. Наредног дана, лабуд открива да је она та принцеза коју је описала његова бака и претвара се у људску принцезу. Гвидон је води својој мајци и представља је као своју младу. Његова мајка је благословила пар и они су се вјенчали.
Трговци одлазе на двор цара Салтана, који, задивљен њиховим приповиједањем, одлучује да одмах посјети то легендарно острвско краљевство, упркос противљењу његових свастика и таште. Он и дворјани отплове у Бујан, гдје их Гвидон дочека. Принц води Салтана да упозна своју изгубљену царицу, Гвидонову мајку и открива превару њене породице. Салтан је пресрећан што је нашао тек ожењеног сина и снаху.

## Анализа

### Класификација
Бајка је класификована у Арн—Томпсоновом сврставању као тип бајке ATU 707, „Три златна дјетета“. То је такође подразумијевана форма по којој је ATU 707 познат у руској и источноевропској академији. Истраживачица фолклора Кристин Голдберг идентификовала је три главна облика тог типа приче као: варијацију која се налази „широм Европе“, са потрагом за три магична предмета (као што је приказано у бајци Вода која плеше, јабука која пјева и птица која говори); „источнословенски облик“, гдје се мајка и син бацају у буре, а касније синови граде палату; и трећи, гдје су синови сахрањени и пролазе кроз секвенцу трансформације, од дрвећа до животиња и поново до људи.
У чланку са краја 19. вијека, руски етнограф Григориј Потањин идентификовао је групу руских бајки са неколико карактеристика: три сестре се хвале великим достигнућима, најмлађа рађањем чудесне дјеце; краљ се њоме ожени и чини је својом краљицом; старије сестре замјењују своје нећаке за животиње, а краљица бива бачена у море са сином у бурету; мајка и син преживљавају, а син иде за чудним и чудесним предметима; на крају приче, превара је откривена и краљичине сестре су кажњене.
Француски научник Гедеон Хијет сматрао је овај формат „словенском верзијом“ бајке  Les soeurs jalouses и истакао је да је овај формат „продро у Сибир“, гдје су га донијели руски мигранти.
Руске збирке бајки говоре о присуству Бабе Јаге, вјештице из словенског фолклора, као антагонисте у многим бајкама.
Руска научница Т. В. Зуева, истакла је да је овај формат морао да се развије у периоду Кијевске Русије, када се развила интензивна ријечна трговачка мрежа, пошто овај „источнословенски формат“ наглашава присуство страних привредника и трговаца. Она се такође залаже за присуство чудног острва пуног чуда као другог елемента.

#### Спасавање браће од преображаја
У неким варијантама овог формата, одбачени дјечак поставља замку да спасе своју браћу и ослободи их проклетства преображаја. На примјер, у бајци Nád Péter, мађарској варијанти, када јунак приповјетке види јато од једанаест лабудова како лети, препознаје их као њихову браћу који су се преобразили у птице због божанске интервенције Исуса и Светог Петра.
У другом формату, дјечак тражи од своје мајке да припреми оброк са својим мајчиним млијеком и спрема се да упадне у пребивалиште своје браће да потврди да ли су они заиста његова браћа и сестре. Овај заплет се дешава у финској варијанти бајке из Ингрије, сакупљеној у збирци Finnische und Estnische Volksmärchen (Брат и сестра, и златокоси краљеви синови). Мајка рађа шест синова са посебним особинама које стара бабица продаје ђаволу. Нешто касније, њихов најмлађи брат улази у боравиште ђавола и успијева да спаси своју браћу и сестре.
Зуева истиче да се употреба мајчиног млијека као кључа за преокрет преображаја може објаснити древним вјеровањем да оно има својства разбијања проклетства. Такође, учење указује на старо вјеровање које повезује мајчино млијеко и „наталну крв“, као што су у својим дјелима истакли Аристотел и Гален. Употреба мајчиног млијека служи за јачање крвног сродства јунака са браћом. Руска професорка Хемлет Татјана Јурјевна, истакла је да је ово верзија типа бајке у источнословенским, скандинавским и балтичким варијантама, иако је руски фолклориста Лев Бараг тврдио да је овај мотив „карактеристичан“ за источнословенски фолклор, који није нужно везан за варијанте типа приповјетке 707.

### Митолошке паралеле
Словенски наратив, према коме су мајка и дијете или дјеца бачени у сандук, подсјећа на мотив „плутајућег сандука“, који се појављује у наративима грчке митологије о легендарном рођењу хероја и богова. Мотив се појављује и у бретонској легенди о светом Будоку и његовој мајци Азенор: Азенор је још била трудна када је њен муж бацио у море у сандуку, али ју је анђео одвео на сигурно и она је родила будућег бретонског свеца Будока.

### Централноазијске паралеле
Водећи се студијом професора Марата Нурмухамедова о Пушкиновој бајци у стиховима, професор Карл Рајхл истакао је да је дастан (врста средњоазијске усмене епске поезије) под називом Шарјар, од туркијских Каракалпака, блиско повезан на тип бајке о Оклеветаној жени, а тачније на Бајку о цару Салтану.

## Варијанте

### Расподјела
Руски фолклориста Лев Бараг приписао је ширење овог формата међу источним Словенима популарности Пушкинове бајке.
Професор Џек Хејни је навео да тип бајке региструје 78 варијанти у Русији и 30 у Бјелорусији.
У Украјини, професор Николај Андрејев је својом анализом забиљежио између 11 и 15 варијанти типа „Чудесна дјеца“. Каснија анализа коју је урадио Хејни, показала је 23 регистроване варијанте.

### Претходници
Најранија верзија бајке типа 707 у Русији забиљежена је у збирци „Старая погудка на новый лад“ (1794–1795), под називом Бајка о Катерини Сатерими. У бајци, Катерина Сатерима је најмлађа принцеза и обећава да ће се удати за цара Буржата и родити му два сина, са златним рукама до лактова, сребрним ногама до кољена и бисерима у коси. Принцезу и њена два сина стављају у буре и бацају у море.
У истој збирци се налази и друга варијанта: Бајка о принцези Труди, у којој се краљ и краљица савјетују са видовњаком и сазнају за пророчанство да ће њихова ћерка родити дјецу чудеса: девет синова из три трудноће, а сваки од њих имаће златне руке до лаката, сребрне ноге до кољена, бисере у коси, сјајни мјесец на предњој страни и црвено сунце на задњи дио врата. Ово предвиђање заинтересује сусједног краља, који жели да ожени принцезу и буде отац чудесне дјеце.
Још једна компилација на руском језику која је настала прије Бајке о цару Салтану и збирке бајки Афанасјева су Приче мога дједе (Сказки моего дедушки) (1820), у којој се налази бајка под називом Вода која плеше, јабука која пјева и птица која говори.
Руске науке с почетка 20. вијека такође су указивале да је Арина Родионовна, Пушкинова дадиља, можда била један од извора инспирације за његову бајку о Цару Салтану. У верзији Родионовне, коју је причала 1824. године, налазе се три сестре; најмлађа обећава да ће родити 33 дјеце, а 34. ће бити рођено „од чуда“ – сви са сребрним ногама до кољена, златним рукама до лаката, звијездом напријед, мјесецом позади; мајка и синови бивају бачени у воду, а врши се потрага за чудним призорима које сестре помињу краљу. Родионовна је дала име принцу „Султан Султановић“, што би могло да наговјештава страно поријекло за њену причу.

### Источнословенски језици

#### Русија
Руски фолклориста Александар Афанасјев објавио је седам варијанти, подијељених у двије врсте: До кољена у злату, до лаката у сребру и Дрво које пјева и птица која говори. Двије његове бајке су преведене на енглески језик: Дрво које пјева и птица која говори, као и Зле сестре. У каснијим бајкама, дјеца су мушкарци са астралним мотивима на тијелу, али нема трагања за чудесним предметима.
Друга руска варијанта прати формат Брат у потрази за невјестом. У бајци тог формата, коју је објавио руски фолклориста Иван Худјаков, под називом Иван Царевић и Марија жути цвијет (Иванъ Царевичъ и Марья Жолтый Цвѣтъ), царица је протјерана из царске палате, након што је оптужена да је родила штенце. У стварности, њена дјеца близанци (дјечак и дјевојчица) бачени су у море у бурету и пронашао их је пустињак. Када одрасту, њихове тетке шаљу брата у потрагу за дамом Маријом Жутим цвијетом, која се понаша као птица која говори и открива истину током банкета са царем.
Једна варијанта типа бајке објављена је у збирци Приангарија (Иркутска област), у Источном Сибиру.
У бајци објављеној у Западној Двини (Даугава) — Каровушка-Бялонюшка, пасторка обећава да ће родити „три пута по троје дјеце“, све са златним рукама, сребрним ногама и звијездама на главама. Касније у бајци, њена маћеха одбацује тврдње своје пасторке према цару, говорећи му о чудним и чудесним стварима у далеком краљевству. Ова бајка је такође повезана са Пушкиновом бајком Цар Салтан, заједно са другим варијантама из сјеверозападне Русије.
Руски етнограф Григориј Потанин дао је резиме варијанте коју је Романов написао о бајци Син Хоробор: један краљ има три ћерке, други има сина јединца који жели да се ожени најмлађом сестром. Друге двије покушавају да га импресионирају размећући се својим способностима у ткању (шивење 30 кошуља са само једном „кужалинком“, влакном) и кувању (прављење 30 пита са само мало пшенице), али он инсистира да се ожени трећом, који му обећава да ће му родити 30 синова и сина по имену Хоробор, сви са звијездом напријед, мјесецом позади, златни до појаса и сребрни до кољена. Сестре зјамењују 30 синова за животиње, размјењују принчева писма и напишу лажну наредбу да се краљица и Хоробор баце у море у бурету. Хоробор се моли Богу да буре стигне до безбједне земље. Он и његова мајка граде палату на острву, коју посјећују трговци. Хоробор даје трговцима мачку која му служи као шпијун за откривање чудеса које износе сестре.
Другу верзију коју је дао Потанин сакупио је Адријанов у Бијску: краљ слуша разговоре три сестре и ожени се најмлађом, која обећава да ће родити три златнорука дјечака. Међутим, жена по имену Јагишна замјењује дјечаке за мачку, пса и „коросту“. Краљица и три животиње бивају бачени у море у бурету. Мачка, пас и короста шпијунирају Јагишну, која говори о три златнорука дјечака скривена у бунару и спасавају их.
У сибирској бајци коју је А. А. Макаренко сакупио у Казачинској Волости и објавио под називом Царевићка и њено троје дјеце, двије дјевојке — ћерка сељака и ћерка Бабе Јаге, говоре о томе шта би урадиле да се удају за краља. Дјевојка обећава да ће родити три сина: једног са ногама од сребра, другог са ногама од злата, а трећег са црвеним сунцем напријед, сјајним мјесецом на врату и звијездама уплетеним у косу. Краљ се ожени њоме. На рођењу синова (у три узастопне трудноће), Баба Јага је доведена да буде краљичина бабица. Након рођења сваког дјечака, она их замјењује штенетом, мачићем и парчетом дрвета. Мајку бацају у море у бурету са животињама и предметом док не стигну до обале. Штене и маче се понашају као краљичини помоћници и спасавају три биолошка сина која сједе на храсту.
Још једну бајку сакупио је Димитри М. Балашов 1957. од 70-годишње приповједачице по имену Елизавета Ивановна Сидорова из Терског рејона. У својој бајци Девет богатира – до кољена у злату, до лаката у сребру, дјевојка обећава да ће родити девет синова са рукама од сребра и ногама од злата, а сунце, мјесец, звијезде и „зора“ красе њихове главе и косу. Вјештица по имену Баба Јага, замијенила је дјечаке животињама и стварима како би преварила краља. Краљица је бачена у море са животињама које јој служе као помоћници. Када Баба Јага, приликом треће посјете, исприча краљу о мјесту гдје има девет дјечака баш како их је краљица описала, животиње одлучују да их спасу.
У причи сакупљеној од стране приповједача А. В. Чупрова, под називом Фјодор Царевић, Иван Царевић и њихова оклеветана мајка, краљ пролази поред три слушкиње и распитује се о њиховим вјештинама: прва каже да умије да ради са свилом, друга да може да пече и кува, а трећа каже ко се уда за њу, родиће му два сина, једног са рукама у злату и ногама у сребру, са сунцем напријед, звијездама са стране и мјесецом на полеђини, а другог са рукама златне боје и ногама са сребрнастим нијансама. Краљ узима за жену трећу слушкињу. Краљица пише писмо које треба доставити краљу, али гласник свраћа у купатило и његов садржај се мијења, а у новом писму, краљу је написано да му је жена родила два штенета. Дјеца се крсте и дају им имена Фјодор и Иван. Иван је дат другом краљу, док је мајка бачена у буре са Фјодором; оба испливају на обалу на Бујану. Фјодор покушава да ступи у контакт са неким трговцима на броду и стиже у царство свог оца, гдје чује разговор о чудесним призорима: вјеверици која сједи на дрвету и прича бајке и младићу сличног изгледа (његов брат Иван) у далеком краљевству. Фјодор краде магични тепих, спасава Ивана и са братом, принцезом и мајком лети назад у Бујан. Приповијест је такође класификована као тип 707, што је повезано са руском бајком Цар Салтан.
У бајци коју је Чуђаков објавио под називом Мудри Иван, Иван Царевић, царев син, посјећује краља и његове три ћерке, гдје слуша њихов разговор: старија сестра обећава да ће царском сину саткати панталоне и кошуље од једног лана; средња да исто може да исплете само са калемом конца, а најмлађа каже да може да му роди шест синова и седмог „мудрог Ивана“, све са златним рукама до лаката, ногама од сребра до кољена, са бисерима у коси. Царев син ожени најмлађу сестру, због чега су старије сестре љубоморне. Док Иван Царевић иде у рат, љубоморне сестре се придружују чаробници да оклеветају краљицу, узимају дјецу чим се роде и замјењују их животињама. После треће трудноће, краљица и њен син, мудри Иван, бачени су у море у бурету. Буре исплива на обалу острва и тамо живе. Нешто касније, трговци долазе на острво а затим посјећују двор Ивана Царевића да испричају о острву. Мудри Иван их прати и на двору слуша сестре које причају о чудним призорима: егзотичним мачкама (самуре и куне), пјевачким рајским птицама из баште њихове тетке и о шест дјечака са златним рукама, ногама од сребра и бисерима у коси. Мудри Иван се враћа мајци и тражи од ње да испече шест колача. Он затим одлети у колибу чаробнице и спасе своју браћу.

#### Бјелорусија
У бјелоруској бајци коју је објавио Евдоким Романов, под називом Храст Дорохвеј, старац удовац жени се другом женом која мрзи његове три ћерке и наређује мужу да их се отараси. Старац их одводи у мочвару и тамо их оставља. Дјевојке примјећују да њихов отац није са њима, склањају се под бор и почињу да плачу над својом ситуацијом, а њихове сузе стварају ријеку. Цар, угледавши ријеку, наређује слугама да пронађу њен извор. Они проналазе три дјевојке и одводе их цару, који се распитује о њиховом поријеклу, а оне му кажу да су протјеране из куће. Цар пита сваку дјевојку шта може, а најмлађа каже да ће родити 12 синова, са ногама од злата, струком од сребра, са мјесецом на челу и звијездом на потиљку. Цар изабере трећу сестру за жену и она роди 12 синова док њега нема. Сестре фалсификују писмо, у којем напишу да је родила животиње и да је треба бацити у море у бурету. Једанаест њених синова стављено је у кожну торбу и бачено у море, али су испливали на обалу острва гдје лежи храст Дорокхвеј. Храст је издубљен, па ту праве своје пребивалиште. У међувремену, мајка и њен дванаести син су бачени у море у бурету, али напуштају буре чим исплива на обалу другог острва. Син јој каже да ће спасити своје једанаесторо браће тако што ће је замолити да испече колаче од њеног мајчиног млијека. Након што се браћа поново споје, син се претвара у инсекта да шпијунира своје тетке и прислушкује разговор о царству чуда. Једном су испричале причу о мачки која хода и прича приче и бајке.

#### Украјина
У украјинској бајци Песински, Жабински, Сухински и златокоси краљичини синови, три сестре перу веш у ријеци када виде у даљини човјека који весла чамац. Најстарија каже да је то можда Бог, а ако јесте, нека је узме, јер може многе нахранити комадом хљеба. Друга каже да би то могао бити принц, па каже да жели да је он узме, јер ће од само пређе моћи да истка одјећу за цијелу војску. Најмлађа мисли да је цар и обећава да ће, пошто се узму, родити дванаест синова са златним увојцима. Цар је узме за жену, а након порођаја, стара бабица узме дијете, баци га у бунар и замијени га са животињом. Послије трећег порођаја, цар се савјетује са својим министрима и они му предлажу да баци краљицу и њену животињску дјецу у море у бурету. Бачва исплива на обалу острва, а три животиње граде замак и стаклени мост до копна. Када неки морнари посјете острво, они оду код цара да би га извијестили о чудним призорима на острву. Стара бабица прекида њихово приповиједање откривајући да негдје другдје постоји нешто још чаробније. Песински, Жабински и Сухински их шпијунирају и бјеже да нађу те ствари и донесу их на своје острво. На крају, бабица открива да се унутра налази бунар са три златно увијена дјечака, а Песински, Жабински и Сухински их спасавају. Исти морнари посјећују чудно острво, гдје се након спасавања налазе прави цареви синови и своје налазе извјештавају цару, који открива истину и наређује да се бабица казни. Према научним сазнањима, професор Лев Григоревич Бараг је истакао да се секвенца пса који помаже оклеветаној мајци у проналажењу тражених предмета појављује као варијација типа приче 707 само код Украјинаца, Руса, Башкираца и Тувинаца.
У бајци коју је фолклориста Никола Сумцов сажео под називом Завидна жена, дјевојка обећава да ће родити сина са златном звијездом на челу и мјесецом на пупку. Њена заова је прогони.
У јужноруској (украјинској) варијанти коју је објавио украјински фолклориста Иван Рудченко — Богатир у бурету, након што је титуларни богатир бачен у море са својом мајком, он шпијунира лажну краљицу да пронађе предмете које описује: мачку која хода на ланцу, златни мост код чаробне цркве и вјетрењачу која меље камење и производи млијеко, као и осам браће соколова са златним рукама до лаката, сребрним ногама до кољена, златном круном, мјесецом на предњој страни и звијездама на сљепоочницама.

### Балтички језици

#### Летонија
Према летонском каталогу народних бајки, тип приче 707 — „Три златна дјетета“, у Летонији је познат као  („Чудесна дјеца“) и састоји се од четири различите варијанте. Прва варијанта броји највећи број бајки, које су сличне бајци о цару Салтану: краљ се жени најмлађом од три сестре јер она обећава да ће му родити много дјеце са дивним особинама, њене сестре замјењују дјецу за животиње и њихова најмлађа сестра бива бачена у море у бурету са једним од њених синова; неколико година касније, њен син тражи разна чуда која сестре помињу (мачку која плеше и прича бајке, као и групу мушке дјеце која се појављује негдје на одређеном мјесту).

#### Литванија
Према професорки Бронислави Кербелите, пријављено је да тип приче региструје 244 литванске варијанте, пратећи бајку Три изузетне бебе, са и без контаминације од других типова бајки. Од њих, само 39 варијанти у Литванији садржи потрагу за чудним призорима и животињама описаним краљу. Кербелите такође истиче да многе литванске верзије овог формата садрже мотив печења хљеба са мајчиним млијеком јунакове мајке да би се спасила браћа јунака.
У варијанти коју је објавио Фр. Рихтер у Zeitschrift für Volkskunde, под називом Три жеље (Die drei Wünsche), три сестре проводе вече у разговору и ткању, а најмлађа каже да би вољела да има сина, најхрабријег од свих и оданог краљу. Појављује се краљ, узима сестре и жени најмлађу. Њен син се рађа и расте изузетно брзо, на велико изненађење краља. Једног дана одлази у рат и шаље писмо својој жени да пошаље њиховог сина на бојно поље. Краљичине љубоморне сестре пресрећу писмо и шаљу му жабу обучену у фину одјећу. Краљ се разбјесни и одговара писменом наредбом да његову жену баце у воду. Сестре бацају краљицу и њеног сина у море у бурету, али они испливају на обалу на острву. Принц спасава зеца од лисице, а затим га пита о недавним догађајима. Касније, зец је разочаран у принцезу са златним очима и сребрном косом, која се удаје за принца.

### Фински језици

#### Естонија
Тип бајке 707 у Естонији је познат као  („Чудесна дјеца“). Естонски фолклористи су идентификовали двије варијанте којима бајке почињу: или краљев син пронађе три сестре или су три сестре напуштене у шуми и плачу толико да су њихове сузе створиле ријеку која тече до краљеве палате. Трећа, најмлађа сестра, обећава да ће родити чудесну дјецу са астрономским мотивима на тијелима. Бајка се наставља у формат Бајке о цару Салтану: мајка и једино дијете које је спасила бачени су у море; син одраста и тражи чуда о којима зле тетке причају оцу: „златно прасе, чудесну мачку и чудесну дјецу“.

##### Регионалне бајке
Фолклориста Вилијам Форсел Кирби превео је естонску верзију коју је први објавио Фридрих Рајнхолд Кројцвалд, под називом Принц који је спасио своју браћу: краљ посребрених ногу и златних руку жени се генераловом ћерком са истим особинама. Када роди синове, њена старија сестра продаје једанаест својих нећака „Старом дјечаку“ (лик налик ђаволу), док је краљица прогнана са својим дванаестим сином и бачена у море у бурету. На крају, најмлађи принц ослобађа своју браћу, која се претварају у голубове да би стигли до мајке.
У бајци Естонаца из народа Лутси, коју је сакупио лингвиста Оскар Калас под називом Краљица и њених дванаест синова, човјек се поново жени и, по наређењу нове жене, води своје три ћерке у шуму под изговором да беру бобице, гдје их оставља. Краљева птица лети кроз шуму и проналази дјевојке. Она их испитује о њиховој вјештини: најстарија каже да може да нахрани цијели свијет класом пшенице; средња да може цијели свијет да обуче једним платненим концем, а најмлађа да ће родити 12 синова, сваког са мјесецом на глави, сунцем и звијездама на тијелу. Птица сваку води краљу, који их прима. Неколико година касније, краљ се жени трећом дјевојком, а она у првој трудноћи рађа три сина. Њена старија сестра узима дјечаке и баца их у мочвару, замјењујући их мачићима. То се понавља и са осталим трудноћама: чим се роде, тројке се замјењују животињама (штенад у другој, прасићи у трећој, а јагњад у четвртој). Међутим, у четвртој трудноћи, краљица сакрије код себе једног од својих синова. Краљ наређује да његову жену баце у море у гвозденом чамцу са сином. Син моли за острво да их прими, а мајка благосиља његову молитву. Након што су изашли на обалу острва, дјечак пожели да острво буде испуњено златним и сребрним дрвећем, са јабукама које су пола златне пола сребрне. Његова мајка благослови његову жељу и она се испуни. Затим жели палату већу од очеве, војску већу од његове и мост који би повезао острво са континентом. Касније тражи од мајке да испече 12 колача са својим млијеком, јер намјерава да спасе своју старију браћу. Прелази мост и стиже до мочваре, а затим проналази колибу прекривену маховином. Улази у колибу и ставља 12 колача на сто. Његово једанаесторо браће, који сви блистају због својих жигова, долазе у колибу и једу колаче. Појављује се њихов млађи брат и убјеђује их да се придруже мајци на острву. Касније, син пожели инструменте за свирање, што скреће пажњу његовог оца — краља, који долази на острво и сазнаје сву истину.
Калас је објавио истоимену варијанту од Лутси Естонаца у скраћеном облику. У њој, краљ среће три дјевојке на путу; најмлађа обећава да ће му родити 12 синова са сунцем и мјесецом на глави, звијездом на грудима, рукама од злата и ногама од сребра. Краљ и дјевојка се вјенчавају; дјецу замјењују са животињама чим се роде, а мајку и њеног последњег сина у врећи бацају у море. Прво што њен син уради је да пронађе своју браћу. Касније, након што је спасио своју браћу, лети назад у двор свог оца да шпијунира њега и остале дјевојке, гдје сазнаје за бројна чуда: мачку која живи у храсту и обезбјеђује одјећу за свог власника; краву са језером међу роговима и вепра који сије своја поља и пече свој хљеб.
У другој причи из народа Лутси, објављеној под називом Три сестре, цар има три ћерке и одличан је музичар. Једног дана одлази од куће и не враћа се. Његове ћерке га траже и налазе га мртвог. Почињу да плачу и њихове сузе стварају ријеку која тече у друго краљевство. Син другог цара наређује свом слузи да открије њено поријекло и он проналази дјевојке. Сестре се доводе пред принца и испитују о њиховим вјештинама: најстарија обећава да ће нахранити цијелу земљу једним грашком, средња да ће моћи да нахрани коње у земљи једним зрном овса, а најмлађа обећава да ће родити до 12 синова. Принц се жени трећом сестром. Временом рађа 12 синова, а у фалсификованим писмима, принцу шаљу вијести да је родила дјецу са животињским главама и да мора да буде кажњена тако што ће је бацити у море. Мајка и последње рођени син бивају бачени у море у бурету и испливају на обалу једног острва. Син одраста и иде у лов по острву. Спрема се да пуца у лабуда, али лабуд моли да га поштеди и помаже му три пута: први пут да повуче конац поред морске обале (који води очеву лађу до острва); други пут да баци 11 каменчића на море (што дозива његових 11 браће на острво и на крају да упеца златну рибицу (која опет води очеву лађу на острво).

#### Карелија
Карелијски истраживачи регистровали су да је тип бајке „широко објављен“ у Карелији, са 55 прикупљених варијанти, поред бајки које се сматрају фрагментима или резимеима Бајке о цару Салтану. Према њиховом истраживању, најмање 50 њих прати руски облик, док је њих пет ближе западноевропским бајкама.
Према карелијском учењу, вјештица Сиејетер је стални противник у карелијским варијантама бајке типа 707, посебно у бајкама из Јужне Карелије.

##### Регионалне бајке
У карелијској бајци Девет златних синова, најмлађа сестра обећава да ће родити три пута по троје дјеце, са златним рукама до лактова, са сребрним ногама до кољена, са мјесецом на сљепоочницама, сунцем на предњој страни и звијездама у коси. Краљ чује њихов разговор и узима је за жену. На свом путу упознају жену по имену Сиејетер, која инсистира да буде бабица будуће краљице. Она рађа тројке у три узастопне трудноће, али их Сиејетер замјењује за пацове, вране и штенце. Краљица спасава једно од своје дјеце и бива бачена у море у бурету. Преостали син тражи од своје мајке да испече хљеб са својим млијеком да би спасио своју браћу.
Фински књижевник — Еро Салмелајнен, објавио је бајку под називом Онај који тражи браћу која лете као лабудови (Veljiensä etsijät ja joutsenina lentäjät), коју је пјесникиња Еми Шрек превела као Женино деветоро дјеце, у којој је назначила руско-карелијски извор за ту причу. У тој варијанти, три сестре шетају шумом и разговарају једна са другом, најмлађа обећава да ће у три трудноће родити деветоро дјеце. Краљев син их чује и одлучује да ожени најмлађу, а она носи чудесну дјецу са златним рукама, ногама од сребра, сунчевом свјетлошћу у коси, мјесечином која сија око ње, „небеска кола“ (Himmelswagen или Велики медвјед) на њиховим раменима и звијезде испод пазуха. Краљ шаље слугу да тражи бабицу, а вјештица нуди своје услуге. Вјештица замјењује дјечаке за животиње, одводи их у шуму и сакрива их под бијелим каменом. Мајка послије треће трудноће крије два своја сина „у рукаву” и са њима је стављена у буре и бачена у море. Буре исплива на обалу на острву. Оба дјечака одрастају за неколико дана и ухвате штуку која говори и која им каже да је отворе како би пронашли магичне предмете у њеној утроби. Они користе објекте да саграде велику кућу на острву за себе и своју мајку. Након што је трговац посјетио острво и рекао за њега њиховом оцу, краљев син стиже на острво и помирује се са својом женом. Нешто касније, оба сина замоле мајку да припреми колаче са њеним млијеком, како би могли да потраже своју преосталу браћу, која се још увијек воде као нестала. Оба брата поштеде галеба који их носи преко мора у другу земљу, гдје проналазе својих седморо браће под клетвом птичијег преображаја.
У причи из Пудожа, сакупљеној 1939. и објављеној 1982. под називом О мачку Пахарја, три сестре обећавају велике ствари ако се удају за Ивана, трговчевог сина; најмлађа сестра, по имену Варвара, обећава да ће родити три сина са златним рукама и црвеним сунцем на предњој страни. Она се удаје за Ивана и рађа три сина у три узастопне трудноће, али прва два сина замјењују са штенцима, а трећег бацају у буре заједно са мајком. Син одрасте за неколико сати, постане младић и обоје испливају на обалу на пустом острву. Шта год пожели, мајка га благосиља да му молитве иду „из твојих усана у Божије уши“. И тако се појављује магична мачка која пјева пјесме и купатило које подмлађује људе.
У карелијској бајци прикупљеној 1947. и објављеној 1963. под називом Девет златних синова, жена има три ћерке. Једног дана разговарају између себе: најстарија каже да ће припремити храну за цијелу војску само од једног јечменог зрна, средња да ће моћи да истка одјећу за војску само од платна; а најмлађа да ће родити три сина са златним рукама, ногама од сребра, мјесецом на сљепоочницама, бисерима у очима, сазвјежђем Великог медвједа на раменима и „небеским звијездама“ на леђима. Сестре понављају разговор у купатилу, а краљев син их чује. Он се жени најмлађом сестром и води је у своју палату. На повратку, проналазе жену по имену Сиејетер и узимају је за бабицу. Она замјењује дјецу са три вучића, а дјецу скрива испод бијелог камена. Исти догађај се дешава и са наредне двије трудноће, у којима дјецу замјењује са три вране у другој и три свраке у трећој. У трећој трудноћи, дјевојка крије једног сина са собом. Мајка и син бивају бачени у море у бурету, али буре исплива на обалу. Почињу да живе на острву, а син тражи од мајке да сашије осам кошуља и испече осам колобока од њеног млијека, јер намјерава да избави своју браћу.
У карелијској бајци прикупљеној 1937. и објављеној 1983. под називом Три сестре, старији пар има три ћерке. Једног дана, током празника „вијериста“, оне посјећују старицу Вијериста и сакрију се у крављу кожу. Вијериста одвлачи дјевојке у шуму и тамо их напушта. Оне се пењу на дрво да би се склониле и краљ их проналази током лова. Краљев син их доводи у палату, а најмлађа сестра му се највише допадне. Док су у замку, дјевојке одлазе у купатило и разговарају једна са другом: најстарија жели да се уда за краљевског кувара и обећава да ће од једног конца ткати одјећу за цијелу војску; средња жели да се уда за краљевског управника и обећава да ће скувати храну за цијелу војску од једног зрна; најмлађа жели да се уда за краљевог сина и обећава да ће родити троје дјеце, а најстарију ћерку, све са златним рукама, ногама од сребра, мјесецом на сљепоочницама; Великим медвједом на раменима и звијездама на леђима. Дјеца се рађају, али их сестре замјењују са животињама и бацају у воду. Дјецу спасава баштован и неколико година касније, шаље их по извор воде живота, дрво које звони и птицу која говори.

#### Финска
Тип бајке 707 је у Финској познат као Kolme kultaista poikaa („Три златна дјечака“).
У чланку са краја 19. вијека, фински фолклориста Анти Арне је истакао да се бајка налази по цијелој Финској, али да је посебно честа у источном дијелу земље, у Архангелску и Олоњецу. Финске варијанте увијек почињу са три сестре, од којих најмлађа обећава да ће родити дјецу са чудесним особинама: златним рукама и сребрним стопалима, или са астралним родним знаковима (мјесец на челу и сунце на круници). Број обећане дјеце може да варира између 3, 9 и 12, а према Арнеу, девет је број који се појављује у варијантама из источне Финске. У свим варијантама, краљица и један од њених синова бачени су у море у бурету.
Према Финском каталогу народних бајки, који је установила научница Пирко Лиса Равсмо, врста радње је: трећа сестра обећава да ће родити девет или три златна сина, вјештица Сиејетер замјењује синове за вране, а мајка и једини син(ови) које је спасила бачени су у море у бурету.

##### Регионалне бајке
Фински писац Еро Салмелајнен, објавио је три финске варијанте које је груписао под називом Женино деветоро дјеце. У једној од њих, под називом Дјечак који је растао у бурету, коју су резимирали В. Хенри Џонс и Лајос Кропф, краљ чује три ћерке сељанке како се хвале својим способностима, од којих најмлађа сестра обећава да ће да роди три пута по троје дјеце са мјесецом на сљепоочницама, сунцем на врху главе, рукама од злата и ногама од сребра. Удаје се за краља, а њене љубоморне старије сестре замјењују дјечаке са животињама. Она успијева да спасе своје најмлађе дијете, али обоје су бачени у море у бурету. Стижу до острва; њен син брзо расте и тражи од мајке да припреми девет колача са њеним млијеком, како би могао да их искористи да спасе своју браћу.
У другој бајци, под називом Живјети на острву, а која је преведена и на њемачки, трећа сестра обећава да ће родити три сина у свакој трудноћи и удати се за краља. Након што се вјенчају и она остане трудна, краљ шаље по бабицу, а мистериозна жена нуди своје услуге. Вјештица Сиејетер замјењује дјецу са животињама, али трећег пута мајка сакрије једног сина. Мајка је са сином бачена у море у бурету и исплива на обалу на острво. Она и њен син моле се Богу за кућу, а Он им услишава молитву. Краљ се ожени другом женом, кћерком вјештице Сиејетер, која му прича о чудесима у далеком мјесту: три свиње, шест пастува и осам златних момака на великом камену. Краљев син, који је слушао њихове разговоре сваки пут, одлучује да пронађе осморо дјечака и замоли мајку да припреми колаче са њеним млијеком. Својих осморо браће враћа њиховој мајци. Краљ одлучује да посјети острво о којем је слушао, гдје проналази своју жену и девет синова и открива истину.
Август Ловис де Менар превео је финску варијанту са Ингерманланда, под називом Брат и сестра и краљеви златокоси синови: брат и сестра бјеже од куће и живе у шуму. Једног дана, краљ проналази дјевојку голу на врху дрвета и пита је да ли је крштена жена. Они се вјенчају и она у свакој трудноћи рађа по два златокоса сина, али их замијене са животињама и дају ђаволу. Мајка рађа седмог сина, којег сакрије, након чега их ставе у буре и баце у море. Стижу до острва и Бог им помаже стварајући велику палату. Седми син тражи од своје мајке да припреми колаче са њеним млијеком јер одлучује да пронађе шесторо браће. Стиже до ђаволове куће и враћа своју браћу мајци. Једног дана, краљ посјећује њихову палату на острву и жели да му се исприча прича. Седми син прича краљу, њиховом оцу, причу о њиховој породици. Краљ препознаје своје синове и мири се са својом женом.
У финској бајци преведеној на енглески језик као Мелики и њених девет синова, три дјевојке одлазе у шетњу шумом и разговарају једна са другом: прва обећава да ће направити хљеб за цијелу војску са три јечмена сјемена; друга да може ткати одјећу за војску са три стабљике лана, а трећа, по имену Мелики, да ће родити девет синова. Краљ по имену Асло чује њихово хвалисање и бира Мелики за жену. Бардови славе ту прилику пјесмом која описује да краљевска дјеца имају руке од злата, ноге од сребра, „сјајну зору“ на раменима, мјесечев зрак на грудима и „звијезде са неба“ на челима. Краљеве слуге траже бабицу за краљицу и проналазе старицу по имену Ноита Ака. Сваки пут краљица роди три сина које бабица замјењује са три вране и скрива их близу бијелог камена у шуми. Трећи пут, Мелики штити два сина од бабице, али са двоје дјеце бива бачена у море у бурету. Они испливају на обалу острва и тамо живе. Једног дана трговци долазе на двор краља Асла и описују два дјечака које су видјели на острву. Краљ Асло проналази своју жену и синове и враћа их назад. Након радосног окупљања, два преостала брата одлучују да потраже своју несталу браћу. На крају, проналазе кућу једне старице, која им каже да су њихово седморо браће постали галебови носећи пернате хаљине, па, да би скинули клетву, морају да спале пернате хаљине браће.

#### Вепси
Карелијски научници објавили су да постоји 15 варијанти бајке из вепских извора. Већина њих прати и руску (или источнословенску) верзију бајке типа 707, односно Бајку о цару Салтану.
Најмање једну варијанту типа 707 прикупио је из вепског извора лингвиста Пол Аристе и објавио је 1964. године.

#### Мордвини
Руски писац Степан В. Аникин објавио је причу из Мордвина под називом Дванаесторо браће. У тој бајци, царев син, још увијек самац, воли да слуша разговоре испод прозора људи. У једној кући чује три сестре које се врте и разговарају: свака прича о удаји за царског сина; најстарија обећава да ће цијели пук обући једним калемом конца; средња да може да испече парче хљеба толико велико да једним залогајем нахрани два пука, а најмлађа обећава да ће родити дванаест синова, сваког са сунцем напријед, мјесецом на потиљку и звијездама у коси. Царев син бира најмлађу за жену и ожени је. Када затрудни први пут, царев син тражи бабицу, а код ријеке нађе жену по имену Веђава и унајми је. Веђава узима првог сина, сакрије га на другом мјесту и замјењује га мачићем. То се дешава са следећих десет трудноћа, све док царев син, засићен очигледно лажним обећањима, не нареди да своју жену затворе у гвоздено буре са последњим сином и баце у море. Његово наређење је извршено и они потону на дно океана. Прође петнаест година, а син и мајка се моле Богу да буре исплива на обалу било којег острва. То се дешава и они се нађу на копну. Дјечак проналази тројицу мушкараца који се свађају око сјекире, платна и магичне палице и краде их да сагради кућу за њега и његову мајку. Касније, неки рибари долазе на острво и одлазе да посјете царског сина, који је постао цар и оженио се Веђавом. Дјечак се претвара у малог комарца и скривен лети у очев двор. Веђава се подсмијава причи рибара и прича о другим чудесним призорима: прво, вепар који папцима оре њиве и сије њушком; друго, кобила која се ждреби при сваком кораку; треће, дрво са сребрним звончићима која звоне од вјетра, а на њему сједи птица пјевачица; на крају, око једанаест дјечака који живе негдје, сваки са сунцем напријед, мјесецом на потиљку и звијездама у коси. Послије сваке посјете дјечак нађе вепра, кобилу и ждребе, звонце и птицу. У последњој причи, дјечак препознаје да је ријеч о његовој браћи и тражи од мајке да испече једанаест хљебова за пут, а затим креће у потрагу за њима. Уз помоћ чаробне птице, дјечака носе у колибу браће и враћају их мајци.

### Остали региони

#### Заонежје
У причи из Заонежја под називом О Ивану Царевићу, снимљеној 1982. године, три сестре у купатилу разговарају међу собом, најмлађа каже да ће родити девет синова са златним ногама, сребрним рукама и бисерима у коси. Удаје се за Ивана Царевића. Локална вјештица по имену Јегибика, која жели да се њена ћерка, лијепа Настасја, уда за Ивана, глуми бабицу нове краљице и замјењује осморицу њених синова са животињама. Последњи син и мајка бачени су у море у бурету и испливају на обалу острва. Дијете одраста за неколико дана и тражи од мајке да спреми колубоке са својим млијеком. Спасава своју браћу са колубоцима и одводи их на острво. На крају, син жели да се између острва и континента појави мост и да посјетиоци дођу у њихов нови дом. Убрзо долази стара просјакиња и посјећује острво, а касније одлази код Ивана Царевића да му то исприча.

## Адаптације
- 1900. – опера Бајка о цару Салтану, Николаја Римски-Корсакова, за коју је компоновао оркестарски интерлудиј — Бумбаров лет.[85]
- 1943. – анимирани филм из Совјетског Савеза Бајка о цару Салтану, који су режирале сестре Брумберг — Валентина и Зинаида Семјоновна.[86]
- 1966. – дугометражни филм из Совјетског Савеза Бајка о цару Салтану, који је режирао Александар Птушко.[87][88]
- 1984. – анимирани филм из Совјетског Савеза Бајка о цару Салтану, који су режирали Иван Иванов Вано и Лев Михлин.[89]
- 2012. - Згодни принц, асирска арамејска пјесма Малека Раме Лахуме и Ханибала Алкаса, мало заснована на Пушкиновој бајци, постављена је у Сан Хозеу, у Калифорнији. Едвин Ели је компоновао музику доступну на ЦД-у.[90]